# Megachactops kuemoi
Espèce
Megachactops kuemoi est une espèce de scorpions de la famille des Chactidae.

## Distribution
Cette espèce est endémique de l'État d'Amazonas au Venezuela. Elle se rencontre vers Autana et Atures entre 84 et 124 m d'altitude.

## Description
Le mâle holotype mesure 56,8 mm et la femelle paratype 65,9 mm, les femelles de 65,87 à 67,94 mm.

## Étymologie
Cette espèce est nommée en référence à Kuemoi, divinité des Piaroas.

## Publication originale
- Ochoa, Rojas-Runjaic, Pinto-da-Rocha & Prendini, 2013 : Systematic revision of the neotropical scorpion genus Chactopsis Kraepelin, 1912 (Chactoidea: Chactidae), with descriptions of two new genera and four new species. Bulletin of the American Museum of Natural History, no 378, p. 1-121 (texte intégral).